# 比爾卡斯瓦曼省
比爾卡斯瓦曼省（西班牙語：Provincia de Vilcashuamán），是秘魯的省份，位於該國中南部阿亞庫喬大區，首府是比爾卡舒瓦曼，始建於1984年9月24日，海拔高度3,482米，面積1,178平方公里，2007年人口23,600，人口密度每平方公里20.03人。
13°39′11″S 73°57′14″W / 13.65311°S 73.95396°W